# Stemhebbende velaire laterale fricatief
De stemhebbende velaire laterale fricatief is een zeldzame medeklinker. Voor zover bekend komt deze medeklinker alleen voor in het Archi, een taal uit de Nach-Dagestaanse talen. De klank wordt echter voor in de mond gearticuleerd, in tegenstelling tot velare medeklinkers in andere talen, waardoor de klank soms ook wel pre-velaar wordt genoemd.
De klank kent geen officieel symbool in het Internationaal Fonetisch Alfabet, maar in extIPA wordt het symbool <𝼄̬> gebruikt.
Deze pagina bevat fonetische informatie in het IPA, die in sommige browsers mogelijk niet correct wordt weergegeven.
Waar symbolen in paren voorkomen, vertegenwoordigt het rechter teken een stemhebbende medeklinker. Gearceerde gebieden bevatten medeklinkers die worden beschouwd als onuitspreekbaar.
Zie ook: IPA, Klinkers